# Bệnh itai-itai
Bệnh itai-itai (イタイイタイ病 itai-itai byō?, dịch tạm là "bệnh đau quá đau quá") là tên được đặt cho đợt ngộ độc Cadmi trên diện rộng  ở tỉnh Toyama, Nhật Bản, bắt đầu từ khoảng năm 1912. Cái tên "bệnh itai-itai" được đặt ra bởi người dân địa phương để chỉ những cơn đau đớn vô cùng (Trong tiếng Nhật: 痛い itai) mà các nạn nhân cảm thấy trong xương sống và khớp. Nhiễm độc Cadmi còn có thể dẫn tới việc làm xốp xương và suy thận. Chất cadmi đã được thả vào trong các dòng sông bởi các công ty khai thác quặng trên các ngọn núi, mà sau này các công ty này đã bị kiện thành công vì những tổn hại mà họ gây ra. Bệnh itai-itai còn được biết đến là một trong số Bốn bệnh ô nhiễm lớn nhất ở Nhật Bản.

## Nguyên nhân
Bệnh itai-itai mắc phải là do bị nhiễm độc cadmi hệ quả của việc khai thác khoáng sản ở tỉnh Toyama. Ghi nhận sớm nhất về việc khai thác vàng ở khu vực này là từ năm 1710.  Việc khai thác bạc thường xuyên được diễn ra vào năm 1589, và không lâu sau đó thì quá trình khai thác chì, đồng và kẽm cũng được bắt đầu. Sự tăng mạnh của nhu cầu về các nguyên liệu thô trong thời kì Chiến tranh Nga – Nhật  và Thế chiến thứ nhất, cùng với công nghệ khai thác mới đến từ châu Âu, đã làm gia tăng sản lượng của các mỏ khai thác, đưa các mỏ khai thác quặng Kimioka ở Toyama trở thành những mỏ khai thác đứng đầu thế giới. Sản lượng thậm chí còn được tăng lên nữa vào thời kì trước Thế chiến thứ 2. Suốt từ năm 1910 đến năm 1945, những cơ sở khai thác quặng này đã tạo ra một lượng lớn chất Cadmi, và căn bệnh này đã bắt đầu xuất hiện lần đầu tiên vào năm 1912. Ngay trước Chiến tranh thế giới lần thứ 2, quá trình khai thác, dưới sự điều khiển của Tập đoàn khai thác và luyện quặng Mitsui,  đã được tăng lên nữa để phục vụ cho nhu cầu trong chiến tranh. Việc đó đã làm tăng thêm mức độ ô nhiễm của sông Jinzu và những nhánh sông lân cận. Dòng sông này là nguồn cung cấp nước chính cho công tác thủy lợi tới các cánh đồng lúa, và nguồn nước uống, tắm rửa, bắt cá, và các sinh hoạt khác của cư dân hạ nguồn.
Do bị đầu độc Cadmi, cá ở sông bắt đầu chết, và lúa được thủy canh bởi nguồn nước đó không phát triển tốt. Lượng Cadmi và các kim loại nặng khác được tích tụ ở đáy sông và trong nguồn nước của dòng sông. Chính lượng nước này đã được dùng để để trồng lúa. Những cây lúa hấp thụ lượng kim loại nặng, đặc biệt là Cadmi. Lượng Cadmi này sẽ tích tụ dần trong những người ăn phải lúa bị nhiễm độc.
Khi mà số lượng người dân kêu than tới tập đoàn khai thác và luyện quặng Mitsui về tình trạng ô nhiễm, công ty đã xây một bể chứa để chứ nguồn nước thải do khai thác trước khi xả vào sông. Việc làm này đã không có tác dụng, và rất nhiều người dân đã bị bệnh tại thời điểm đó. Nguyên nhân ngộ độc vẫn chưa được rõ rang và cho đến tận năm 1946, người ta vẫn cho rằng tình trạng đó chỉ là những căn bệnh địa phương hoặc do nhiễm trùng từ một loại vi khuẩn nào đó.
Xét nghiệm y học để tìm ra nguyên nhân của căn bệnh đã được tiến hành từ những năm 1940 và 1950. Ban đầu thì họ nghi ngờ là nhiễm độc chì do một mỏ khai thác chì ở đầu nguồn. Phải đến năm 1955 tiến sĩ Hagino và các cộng sự của ông mới nghi ngờ Cadmi là nguyên nhân gây bệnh.  Tỉnh Toyama cũng bắt đầu cho điều tra vào năm 1961, và đã xác định rằng Trạm khai thác quặng Kamioka của Tập đoàn khai thác và luyện quặng Mitsui đã gây ra tình trạng nhiễm độc Cadmi và khu vực bị ảnh hưởng nặng nề nhất là vùng cách 30 km xuôi dòng tính từ khu khai thác. Năm 1968, Bộ y tế và phúc lợi (Ministry of Health and Welfare) đã ban hành bản tuyên bố các triệu chứng của bênh itai-itai gây ra bởi nhiễm độc Cadmi.
Việc làm giảm nồng độ Cadmi trong nguồn nước đã làm thuyên giảm số nạn nhân mắc bệnh; không có thêm nạn nhân nào được tìm thấy từ năm 1946. Khi mà các nạn nhân với tình trạng nặng nhất đến từ tình Toyama, chính phủ cũng tìm thấy các nạn nhân khác đến từ 5 tỉnh khác.
Các mỏ khai thác vẫn tiến hành hoạt động và mức độ ô nhiễm Cadmi vẫn rất cao, mặc dù việc nâng cao chế độ dinh dưỡng và chăm sóc sức khoẻ có giúp cải thiện phần nào thực trạng của căn bệnh itai-itai này.

## Các triệu chứng
Tác hại chính của nhiễm độc Cadmi là nó làm yếu và giòn xương. Xương sống và chân đau là rất hay gặp, và dáng đi lạch bạch thường xuất hiện do xương bị biến dạng gây ra bởi Cadmi. Những cơn đau cuối cùng dẫn đến tình trạng suy nhượng, và rạn xương do xương càng ngày càng yếu. Các biến chứng khác bao gồm ho, thiếu máu, suy thận, và dẫn đến tử vong.
Những trường hợp phổ biến hay mắc bệnh là phụ nữ nhiều tuổi, sau thời kì mãn kinh. Nguyên nhân của hiện tượng này vẫn chưa được hiểu rõ và hiện tại vẫn đang được điều tra. Những nghiên cứu gần đây đã chỉ ra rằng tình trạng thiếu dinh dưỡng và thiếu calci trong trao đổi chất có liên quan đến độ tuổi của phụ nữ.
Những nghiên cứu gần đây từ chuột đã chỉ ra rằng nhiễm độc cadmi không không đủ để dẫn tới tất cả các triệu chứng của bệnh itai-itai. Những nghiên cứu này chỉ ra rằng sự phá huỷ ty thể của các tế bào thận do Cadmi gây ra là yếu tố chính của căn bệnh.

## Hành động tố cáo
Hai mươi chín nguyên đơn, trong đó có 9 nạn nhân và 20 thành viên gia đình của nạn nhân, đã kiện Tập đoàn khai thác và luyện quặng Mitsui ra toà án tỉnh Toyama vào năm 1968. Tháng 6 năm 1971, toàn án tuyên cáo Tập đoàn khai thác và luyện quặng Mitsui là có tội. Sau đó, công ty kháng án lên Toà án quận Nagoya (Nagoya district court) của Kanazawa, nhưng đơn kháng án đã bị từ chối vào tháng 8 năm 1972. Tập đoàn khai thác và luyện quặng Mitsui đã đồng ý chi trả cho viện phí của các nạn nhân, số tiền chi phí cho việc cải thiện chất lượng nước do người dân thực hiện, và khoản bồi thường cho các nạn nhân của căn bệnh.
Những người cho rằng mình là nạn nhân của bệnh itai-itai phải liên lạc với Bộ y tế, lao động và phúc lợi để yêu cầu nhận trợ cấp. Rất nhiều nạn nhân đã không thoả mãn với cách làm việc của chính quyền và yêu cầu sự thay đổi trong các công tác hành chính đó. Việc này đã yêu cầu chính phủ phải xem xét lại các tiêu chuẩn để xác định nạn nhân hợp phá; chính phủ cũng phải đánh giá lại sự điều trị của căn bệnh.
Một người được xác định là mắc bệnh itai-itai nếu người đó sống ở khu vực bị bệnh, có tình trạng suy giảm chức năng của thận và giòn xương, nhưng không được mang các bệnh liên quan đến tim mạch. 184 nạn nhân đã được xác định là hợp pháp theo tuyên chuẩn này từ năm 1967, trong số đó có 54 người được xác minh trong giai đoạn từ 1980 đến 2000. 388 người khác chưa qua kiểm tra chính thức cũng được xác minh là có thể là nạn nhân. 15 nạn nhân xác định là còn sống sót tính đến năm 1993

## Thiệt hại kinh tế
Tình trạng ô nhiễm cadmi đã làm hư hỏng rất nhiều khu vực canh tác nông nghiệp. Ô nhiễm kim loại nặng đã ảnh hưởng rất nhiều khu vực của Nhật Bản, do đó Bộ luật Chống ô nhiễm đất và đất nông nghiệp năm 1970 đã được ban hành. Theo đó các quá trình canh tác đã bị ngưng lại để tiến hành cải tạo đất trên những mảnh đất có nồng độ cadmi 1ppm hoặc hơn. Theo một cuộc khảo sát ở tỉnh Toyama bắt đầu từ năm 1971 đến năm 1977, 1500 héc ta dọc sông Jinzu đã được chỉ định cho việc cải tạo đất. Những người nông dân khu vực này đã được bồi thường khoản thiệt hại hoa màu và sản xuất trong những năm đó bởi công ty Mitsui, tỉnh Toyama, và chính phủ. Cho đến năm 1992, chỉ còn khoảng 400 hecta là vẫn còn bị ô nhiễm.
Năm 1992, khoản bồi thường cho chi phí sức khoẻ trung bình là 743 triệu yên. Chi phí bồi thường nông nghiệp là 1.75 tỷ yên một năm, tổng cộng là 2.518 tỷ yên. 620 triệu yên khác cũng đã được chi cho khảo sát thường niên để ngăn chặn sự ô nhiễm của dòng sông lan rộng hơn.
Vào ngày 17 tháng 3 năm 2012, các nhà chức trách đã kết luận về dự án  thu dọn ở các khu vực ô nhiễm cadmi trên bể chứ sông Jinzu. 863 héc ta đất bề mặt đã được thay thế tính từ khi dự án thu dọn được bắt đầu từ năm 1979 với tổng thiệt hại là 40.7 tỷ yên. Dự án này đã được trả bởi chính phủ Nhật Bản, Công ty khai thác Mitsu, và chính quyền tỉnh Gifu và Toyama.